# Kellenbenz Stiftung

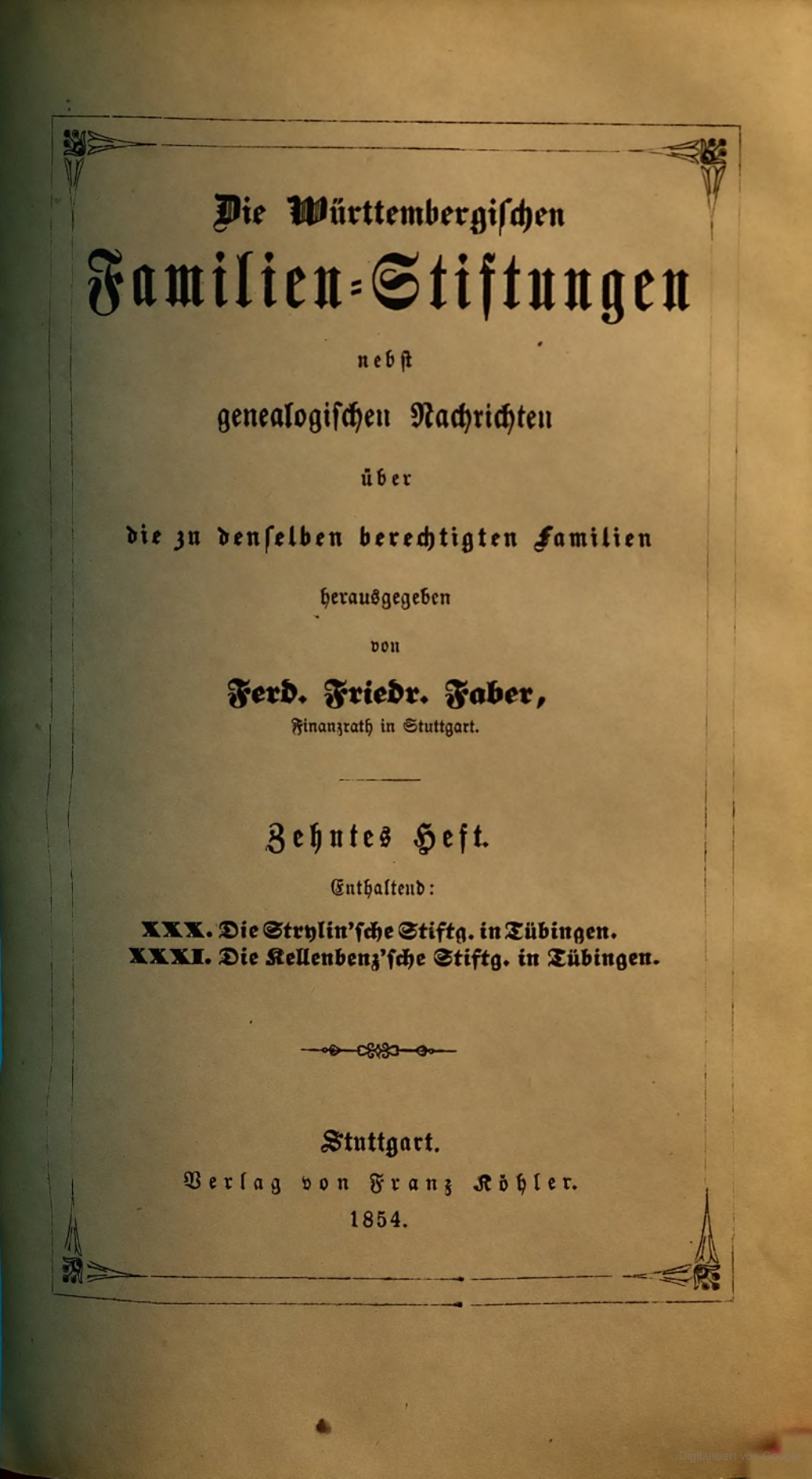
Buchcover – Kellenbenz Stiftung

Die Stiftung Kellenbenz war eine Familienstiftung, die 1624 von Bartholomäus Kellenbenz, einem Professor der Rechte an der Universität Tübingen, gegründet wurde.
Bartholomäus Kellenbenz erwarb einen akademischen Grad und beschloss in seinem Testament vom 24. September 1624, 4000 fl. (Gulden) in die Stiftung einzubringen. Der Hauptzweck der Stiftung war die Förderung der Bildung durch Bereitstellung von Stipendien. Diese richteten sich insbesondere an männliche Nachkommen der Familie sowie an Namensträger. Neben den Kellenbenz-Namenträgern wird auch Johann Miller (*1610-✝1689) als Begünstigter genannt, Vater des Erbauers des „Anbäule“ am Rathaus Süßen, Hans Miller (*1640-✝1692).
Die Stiftung Kellenbenz wurde 1962 aufgelöst und das verbleibende Vermögen ging an die Tübinger Stipendienstiftung. Die Auflösung war durch eine Geldentwertung zwischen 1923 und 1948 bedingt.